# Futebolista sul-americano do ano 2019

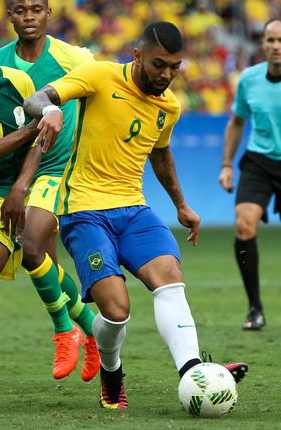
Imagem jogador Gabriel Barbosa(Gabigol), vencedor do prêmio no ano de 2019

O prêmio de Futebolista sul-americano do ano de 2019, chamado de Rei da América, foi organizado pelo jornal uruguaio El País. O brasileiro Gabriel Barbosa, do Flamengo, foi eleito vencedor com 45% dos votos. A definição ocorreu pela votação de 372 jornalistas.

## Os três finalistas
| Posição | Jogador                | Nacionalidade | Clube    | Percentual dos votos |
| ------- | ---------------------- | ------------- | -------- | -------------------- |
| 1°      | Gabriel Barbosa        | Brasil        | Flamengo | 45%                  |
| 2°      | Bruno Henrique         | Brasil        | Flamengo | 22%                  |
| 3°      | Giorgian de Arrascaeta | Uruguai       | Flamengo | 11%                  |

## Seleção do ano[2]
| Setor      | Jogador                | Nacionalidade | Clube       |
| Goleiro    | Franco Armani          | Argentina     | River Plate |
| Defesa     | Rafinha                | Brasil        | Flamengo    |
| Defesa     | Rodrigo Caio           | Brasil        | Flamengo    |
| Defesa     | Javier Pinola          | Argentina     | River Plate |
| Defesa     | Filipe Luís            | Brasil        | Flamengo    |
| Meio-campo | Enzo Pérez             | Argentina     | River Plate |
| Meio-campo | Ignácio Fernández      | Argentina     | River Plate |
| Meio-campo | Giorgian de Arrascaeta | Uruguai       | Flamengo    |
| Ataque     | Everton                | Brasil        | Grêmio      |
| Ataque     | Bruno Henrique         | Brasil        | Flamengo    |
| Ataque     | Gabriel Barbosa        | Brasil        | Flamengo    |

## Treinador do ano[3]
| Posição | Treinador            | Nacionalidade | Time                    | Percentual dos votos |
| ------- | -------------------- | ------------- | ----------------------- | -------------------- |
| 1°      | Marcelo Gallardo     | Argentina     | River Plate             | 58%                  |
| 2°      | Jorge Jesus          | Portugal      | Flamengo                | 36%                  |
| 3°      | Miguel Ángel Ramírez | Espanha       | Independiente Del Valle | 1,5%                 |